# La dama sciocca
La dama sciocca (La dama boba) è una commedia urbana o d'intreccio redatta da Lope de Vega nel 1613 e pubblicata nella Parte IX de las comedias de Lope de Vega nel 1617. La commedia ha come protagonista la giovane dama madrilena Finea alla quale lo zio paterno Fabio ha lasciato in eredità quarantamila ducati.